# Schwarzenegger Climate Initiative
Die Schwarzenegger Climate Initiative ist ein in Wien ansässiger Verein, der die jährliche Klimakonferenz Austrian World Summit organisiert. Ziel ist es, das Bewusstsein der Öffentlichkeit für das Thema Klimaschutz zu schärfen und konkrete Lösungen aus aller Welt vorzustellen.
Die Direktorin der Initiative ist die Ökologin und ehemalige Politikerin Monika Langthaler. Der österreichische Bundespräsident Alexander Van der Bellen ist ein enger Unterstützer der Initiative und der Austrian World Summit steht seit Anbeginn unter seinem Ehrenschutz. Zudem ist die Organisation in engem Austausch mit dem USC Schwarzenegger Institute for State and Global Policy in Kalifornien. Neben der Organisation der Konferenz sammelt die Schwarzenegger Climate Initiative innovative, klimafreundliche „Best Practice“-Projekte von Unternehmen und Individuen und bietet diesen „Climate Action Heros“ eine Plattform. Regelmäßig werden Events mit Arnold Schwarzenegger zum Thema Klimawandel veranstaltet, beispielsweise „Arnold’s Stammtisch“ oder Charity Dinners. Neben den Netzwerkaktivitäten unterstützt die Initiative auch ausgewählte Projekte in Entwicklungsländern. Ein Beispiel ist das Aufforstungsprojekt „Mutuba Tree“ des Jane-Goodall-Instituts in Uganda.